# Bab el Bhar
Bab el Bhar (en árabe: باب البحر, 'puerta del mar'), también conocida como Porte De France ('puerta de Francia'), es una puerta en el lado este de la medina de Túnez, la capital de Túnez. La puerta ha sufrido muchas modificaciones a lo largo de su existencia; su forma actual es un arco rematado por un parapeto almenado.

## Galería

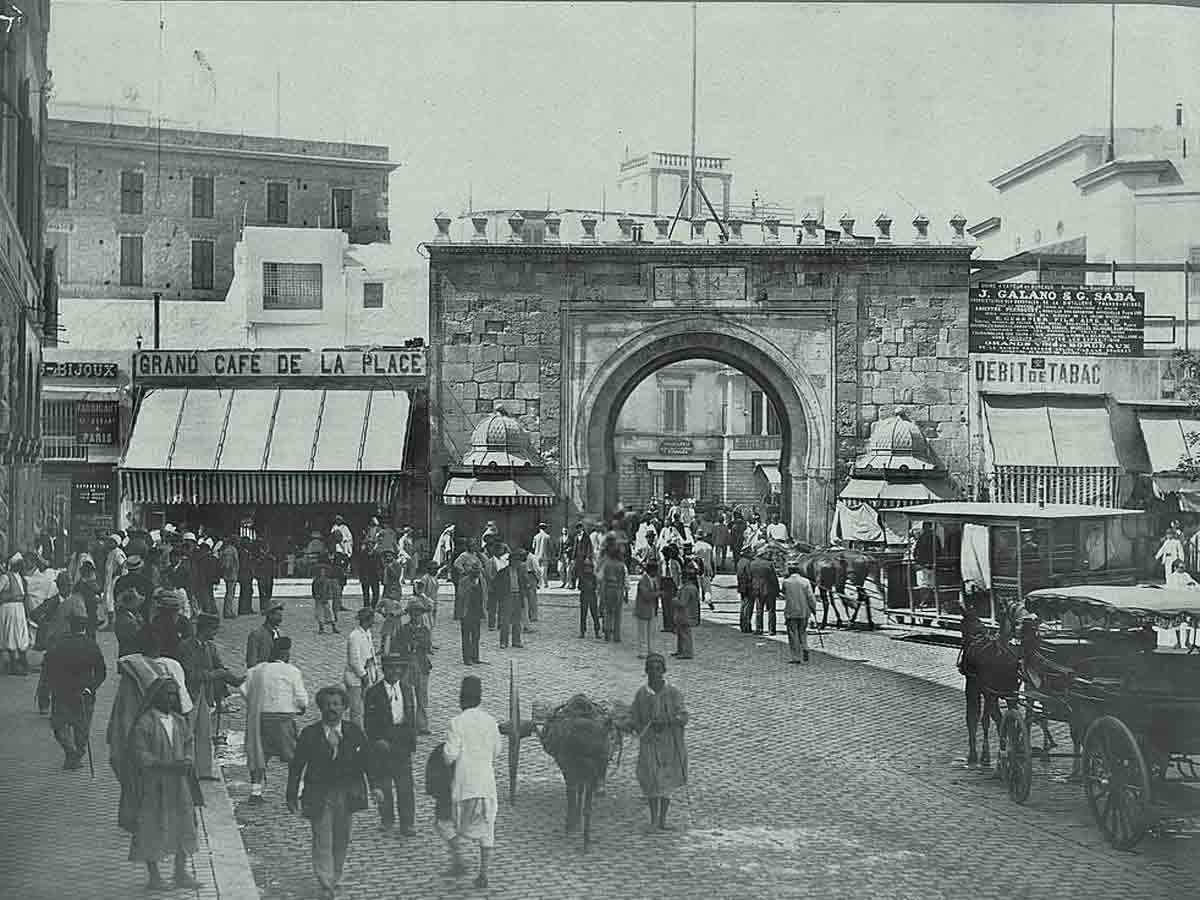
La puerta rodeada de tiendas en 1895.
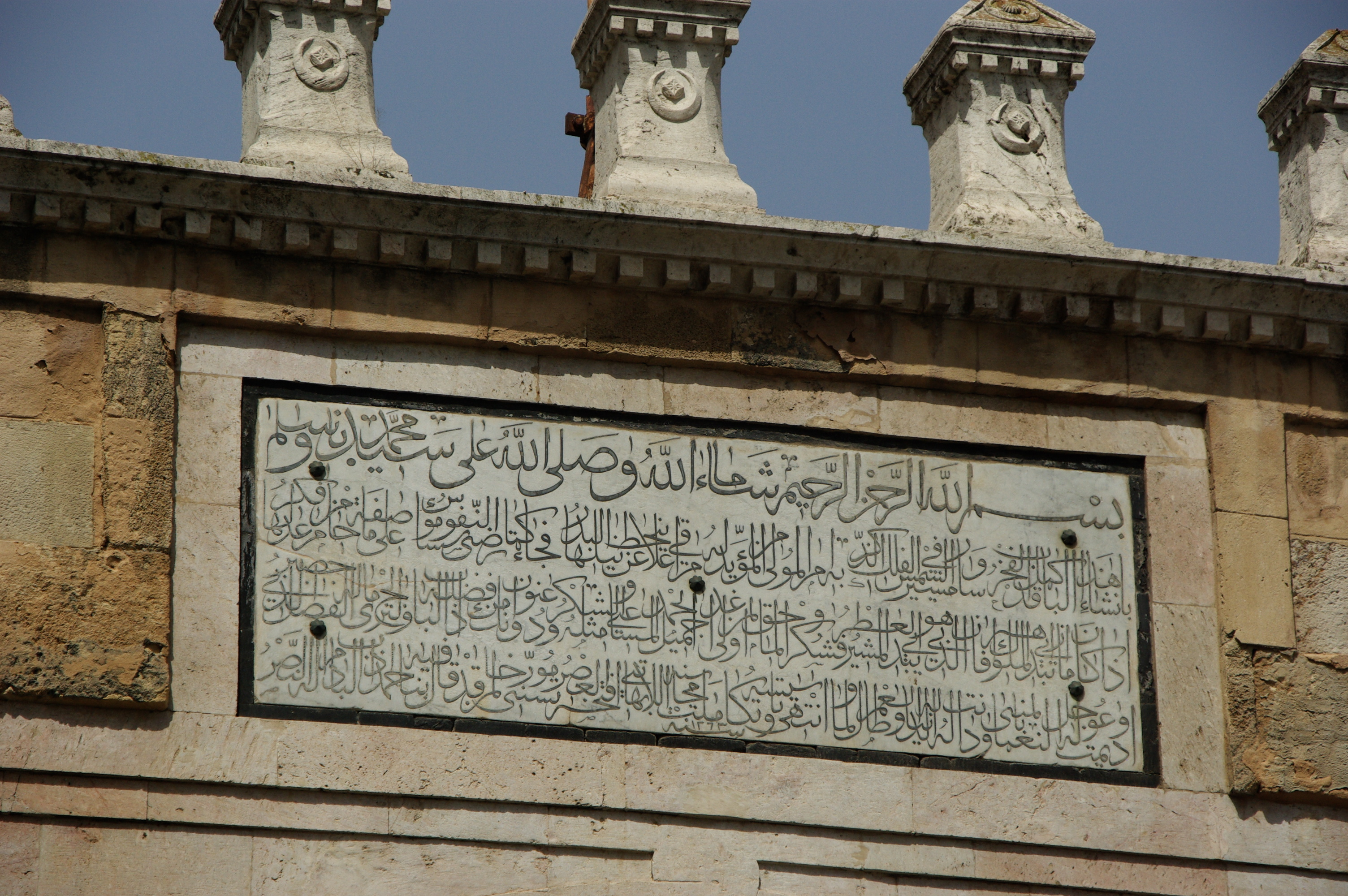
Detalles de la inscripción en la parte superior de la puerta.
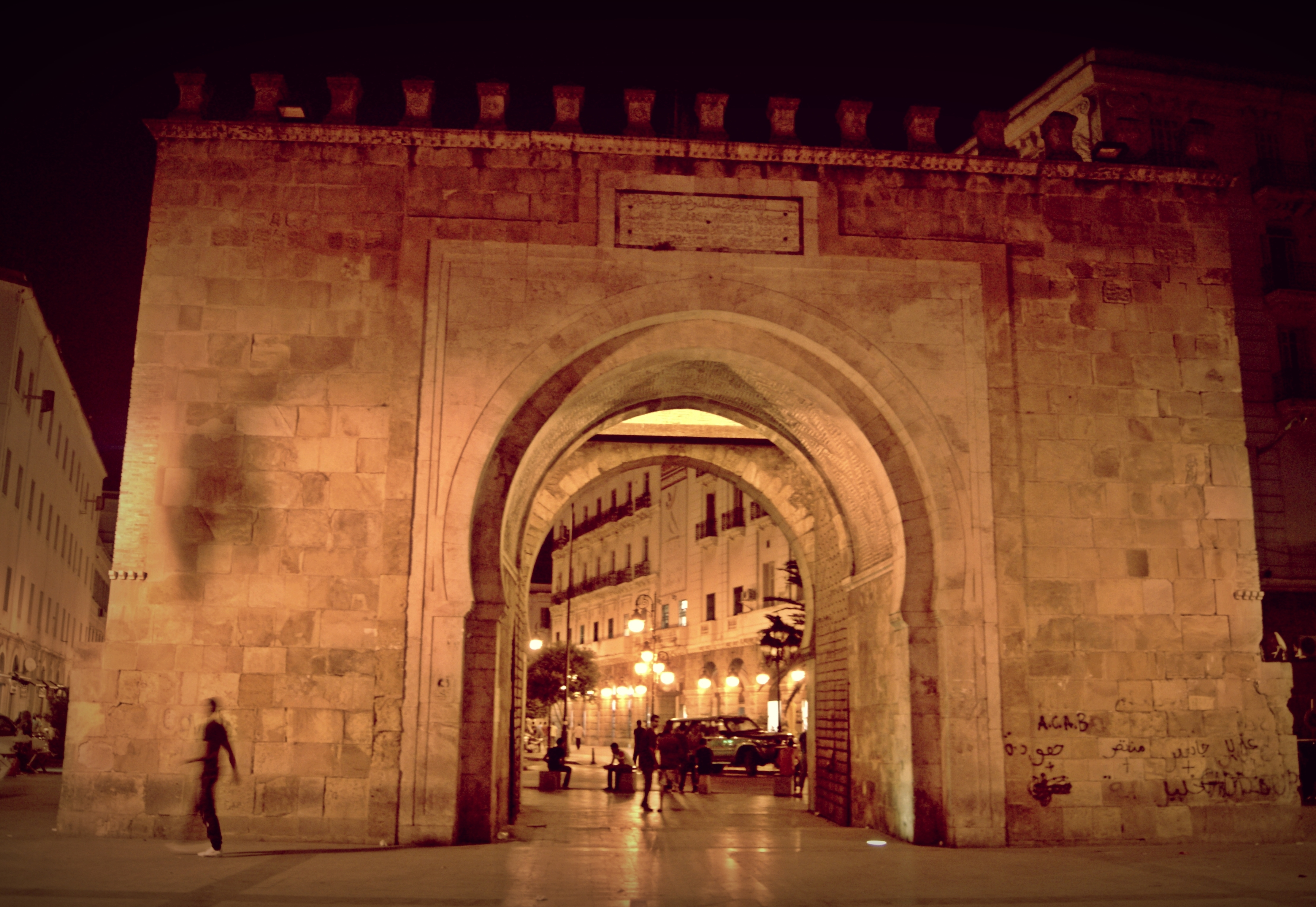
Vista nocturna.